# Trepassey Bay
Die Trepassey Bay ist eine 1,3 km breite Bucht auf der Ostseite der Tabarin-Halbinsel im Norden des Grahamlands auf der Antarktischen Halbinsel. Sie liegt 6 km südöstlich der Hope Bay am Antarctic-Sund.
Wissenschaftler des Falkland Islands Dependencies Survey nahmen 1947 eine erste Kartierung von Bord des Schiffs Trepassey vor. Das UK Antarctic Place-Names Committee benannte die Bucht 1957 nach diesem Schiff.